# Charles van Doren
Charles Lincoln Van Doren (Nova Iorque, 12 de fevereiro de 1926 – Canaan, 9 de abril de 2019) foi um intelectual, escritor e editor estadunidense que se envolveu em um escândalo em um quiz show televisivo na década de 1950. Em 1959, ele testemunhou perante o Congresso dos Estados Unidos que havia recebido as respostas corretas por parte dos produtores do programa Twenty One.
Charles Van Doren nasceu em uma família com tradição literária: é filho do poeta, escritor e professor da Universidade de Columbia, Mark Van Doren, vencedor do Prêmio Pulitzer na categoria “poesia”; sua mãe foi a romancista Dorothy Van Doren; o historiador Carl Van Doren, também vencedor do Pulitzer na categoria “biografia”, era seu tio;sua tia era a atriz Mamie Van Doren. Foi um acadêmico dedicado com uma ampla variedade de interesses.
Graduou-se pela The High School of Music & Art, com bacharelado em artes liberais pelo St. John’s College, com mestrado em astrofísica e doutorado em língua inglesa pela Columbia University. 
Foi colega de trabalho de Mortimer Adler no Institute for Philosophical Research, com quem atuou na condução de grupos de discussão sobre os livros clássicos e seminários relacionados ao tema em várias cidades americanas. Também trabalharam juntos em 20 volumes do livro Annals of America, publicado pela Encyclopaedia Britannica em 1969. A parceria ainda rendeu a 2.ª edição do best-seller How to Read a Book - The Classic Guide to Intelligent Reading, publicado em 1972.
Faleceu em 9 de abril de 2019 aos 93 anos de idade.